# 基督聖協団
基督聖協団（きりすとせいきょうだん）は、岡本伸之が代表を務める日本の宗教法人である。
プロテスタント福音派のホーリネス運動の流れ、特に中田重治監督の（青森弘前出身・青山学院中退・米国シカゴのムーディー聖書学院留学）、1936年の分離後のきよめ教会の直系の流れを汲む「きよめ派」の教団。日本福音同盟及び日本福音連盟に加盟している。元々は18世紀に英国国教会から離脱してメソジスト運動を展開した、ジョン・ウェスレーの高唱した聖書的立場に準拠し、ウェスレアン・ホーリネス神学の教理に立つ。
聖化論では穏健的な聖化の教理に立ち、使徒信条、ニカヤ会議の信仰告白を遵守し、公同の教会に属する正統的プロテスタント教会。

## 沿革
- 1901年 中田重治とチャールズ・カウマン夫妻が東京神田神保町に中央福音伝道館を創立する。
- 1906年 東洋宣教会という呼称が生まれる。
- 1911年 中田重治派「日本聖教団」とカウマン派「東洋宣教会」とに分離する。
- 1917年 「ホーリネス教会」が設立される。
- 1936年 「ホーリネス教会」が中田重治派「きよめ教会」（監督派）と車田秋次派（教授派）の「日本聖教会」に和協分離する。
- 1939年9月17日 中田重治の死の直前に、森五郎が中田の実質的な後継者として会長職に指名される。
- 1941年 「きよめ教会」は日本基督教団の成立と共に第9部に所属する。戦後、1945年､日本基督教団から離脱。
- 1947年 「きよめ教会」の田中敬止、森五郎、谷中廣美らが指導者になって基督兄弟団を設立する。
- 1958年 基督兄弟団から離脱した28教会が森五郎（練馬教会設立）を初代主管者として基督聖協団を設立する。
- 1967年 日本ホーリネス教団(荒原諸兄麿団長。いわゆる“荒原派”。聖教会系の日本ホーリネス教団[いわゆる“車田派”]とは教団名は同じだがきよめ教会系であり異なる団体である)と組織合同。同教団所属の11の教会の内、潮来(茨城県行方郡潮来町/現在の潮来市。桜井綾子師)、世田谷(→東京。世田谷区。荒原諸兄麿師)、桃生(宮城県桃生郡桃生町/現在の石巻市。熊谷八重子師)の三教会が加入しそれぞれの担当牧師が転入したほか、荒原しみよ師が東京教会担当牧師として、また板橋教会の牧師だった荒原不死生師が無任所牧師として転入した。
- 2008年 3月末に教団創立50周年記念大会が開催された。最終日に合同礼拝（田中時雄理事長説教）・記念式典（教職信徒顕彰）・千葉市の三井アーバンホテルにて教職等の感謝会が開催された。同日、創立五十周年記念誌「栄光から栄光へ」も出版された（非売品）。

## イスラエル回復を祈る
- イスラエルの回復を祈るという監督派の主張通りに戦後イスラエル国が建国されて、尚かつユダヤ人の中から多くのメシアニック・ジューが現れている。現在聖協団以外にイスラエルの回復に重荷を持った多くのミニストリーが日本でも生まれている。かつて、イスラエル問題に関して中田師に対峙した弟子達もこの事実を直視すべきであろう。ただし、終末論は種々あるのでバランスもって聖書信仰の中で導きを仰ぎ、他者の様々な立場も聖書からの逸脱でない限り尊重する。

## 教団形成期の働き
- 谷中廣美は森五郎長女婿の二代目理事長（主管者）である。谷中は20年以上に亘り教団を主導し、全国に教会を展開していった。谷中は中田重治の晩年は秘書として本部で中田と中田家・教団に仕え、ホーリネス分裂事件時も、労苦して仕え中田師直系の薫陶受けた愛弟子であった。中田監督譲りのイスラエルの回復への思いを弟子達に薫陶された。
- 聖協団発展も実際的には谷中の指導者としての永年の忍耐深い働きに負うところが大きい。
- 福音派の教団として当初は森五郎が成立に尽力したきよめ派の「日本福音連盟」に、さらには「日本福音同盟」に加盟。伝道と祈りに励み教団として形成されてきた。
- 千葉市中央区椿森2－20－5の教団本部内に牧師養成の基督聖協団聖書学院を設立現在に至る。
- 谷中は妻の、栄(さかえ)師とともに20年以上、千葉本部の牧師館に居住し、献身者を直接指導し、現在、教団内外で奉仕している多くの牧師達を育成した。
- 谷中は伝道と祈祷は車の両輪としてバランス以て奉仕することを指導訓練した。その後、教団の指導者は替わってもこの方針は受け継がれている。
- 谷中廣美師・栄師及び小林孝之師・書(フミ)師は全国各地の教会や伝道所の牧師を兼任するだけでなく、開拓伝道(米沢など)や会堂を喪った教会(焼津など)の維持などにも積極的に働いた。

## 特徴
- 中田重治の強調した四重の福音を強調する。特に、きよめ（聖化）を強調している。
- 選民イスラエルの救いと預言的な回復と、日本民族の救いのために祈りを重んじ宣教に励んでいる。
- 教団内に、献金項目としてイスラエル献金を募り、この数年は、イスラエルに拠点を置く「ホーリーランド・ミニストリーズ」へ集中して送金している。イスラエル聖地旅行団を結成し、旅行を断行し続けている。日本イスラエル親善協会へ役員を輩出している。
- 常に聖霊をあがめて、祈祷に重点を置くとともにバランスをもって宣教と教会形成に重点を置く。
- 「戦争責任告白」を発表しており、靖国神社反対や旧日本軍の戦争責任追及など、社会的活動も積極的に行なっている。
- 各個教会の教会運営等の自主性を尊重している。 本部 千葉市中央区椿森2－20－5
- 日本ホーリネス教団(荒原派)との合同に関しては1970年代後半以降言及しなくなり公式HPを含め現在も該当項目がない。
- かつては仁川(大韓民国)、ジャカルタやバンドン(インドネシア)、サンフランシスコやロスアンゼルス、フィラデルフィア(アメリカ)など海外にも所属教会があったが現在は日本国内のみである。
- かつては出版部があり地方小出版流通センターを通じて購入できたが今は存在していない。

## 教団の構成
- 教団組織として最高議決機関の理事会（正教師4名・信徒3名）。年度末に開催される定例常任代議員会があり、北海道教区・東北教区・関東教区・中部教区・九州教区の5教区がある。教団教職は大別すると、按手礼論文試験等に合格した正教師と、それ以外の補教師から構成されている。

尚、濱野主管者の時に教団代表役員の呼称を理事会承認を受けて登記簿上も主管者から理事長に変更登記する。

## 歴代理事長（主管者）
- 初代・森五郎（練馬）
- 二代・谷中廣美（八王子・森五郎の長女婿）
- 二代代務者・鈴木留蔵（信徒・習志野）
- 三代・小笠原孝（練馬・森五郎の末女婿）
- 四代・小林孝之（習志野）
- 五代・石川洋一（相模原）
- 六代・濱野好邦（青梅）
- 七代・田中時雄（宮城聖書）
- 八代・濱野好邦（青梅）
- 九代・菅谷勝浩（清瀬）
- 十代・岡本伸之（名古屋）

## 教団を離脱した教会
- 幸手教会(埼玉県幸手市。現・幸手キリスト教会。)

## 教団を離脱した教職者
- 寺田末治(幸手教会→単立幸手キリスト教会牧師)
- 寺田光子(幸手教会→単立幸手キリスト教会牧師)
- 舛田信一(大阪教会→日本アドベント教団萱島教会(現・KCC萱島キリスト教会)牧師)